# Ruleville
La ville américaine de Ruleville est située dans le comté de Sunflower, dans l’État du Mississippi. Lors du recensement de 2000, sa population s’élevait à 3 234 habitants, ce qui en fait la deuxième ville du comté.

## Source
- (en) Cet article est partiellement ou en totalité issu de l’article de Wikipédia en anglais intitulé « Ruleville, Mississippi » (voir la liste des auteurs).